# 皮柳內山 (卡斯蒂利亞省)
15°4′32″S 72°4′29″W / 15.07556°S 72.07472°W
皮柳內山（Pillune），是秘魯的山峰，位於該國南部阿雷基帕大區的卡斯蒂利亞省，處於馬丘科查湖東南面，屬於安第斯山脈的一部分，海拔高約5,000米。